# Quebrada de Humahuaca
A Quebrada de Humahuaca é um vale na província de Jujuy, na Argentina, a 1500 km de Buenos Aires. Tem à volta de 1649 km, orientado no sentido norte-sul.
O nome "Quebrada" quer dizer um vale profundo ou ravina. Recebe o nome de Humahuaca, uma pequena cidade. A região desde sempre foi um ponto de comunicação económica, social e cultural. É habitada há mais de 10.000 anos, desde que aí se estabeleceu um pequeno aldeamento de caçadores-recolectores. Foi uma rota de caravanas para o Império Inca no século XV. Depois, tornou-se uma importante ligação entre o Vice-reino do Rio da Prata e o Vice-Reino do Peru, bem como palco para algumas das batalhas da Guerra da Independência Argentina. 
A Quebrada de Humahuaca foi declarada Património Mundial da UNESCO em 2 de Julho de 2003.

## Galeria

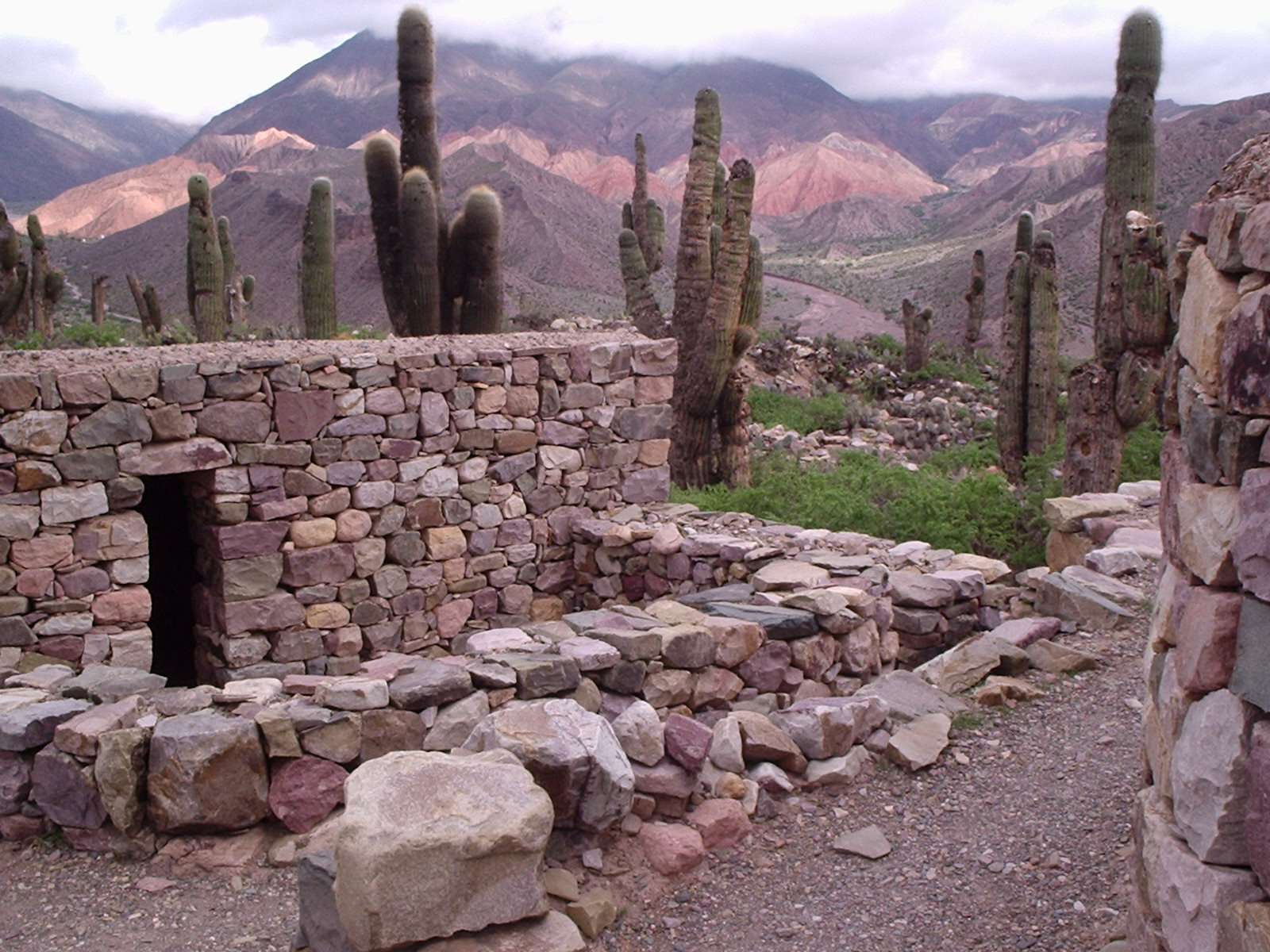
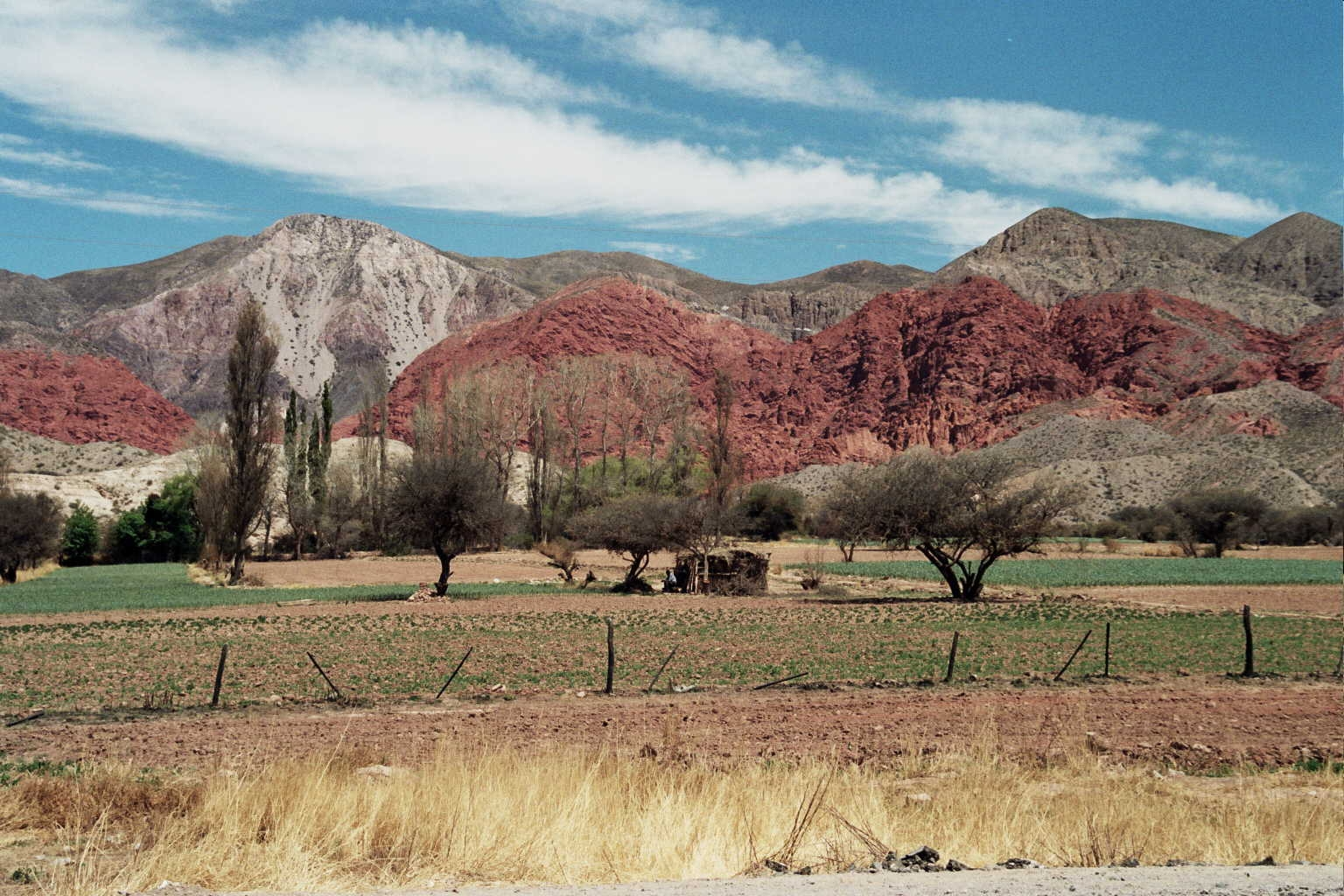
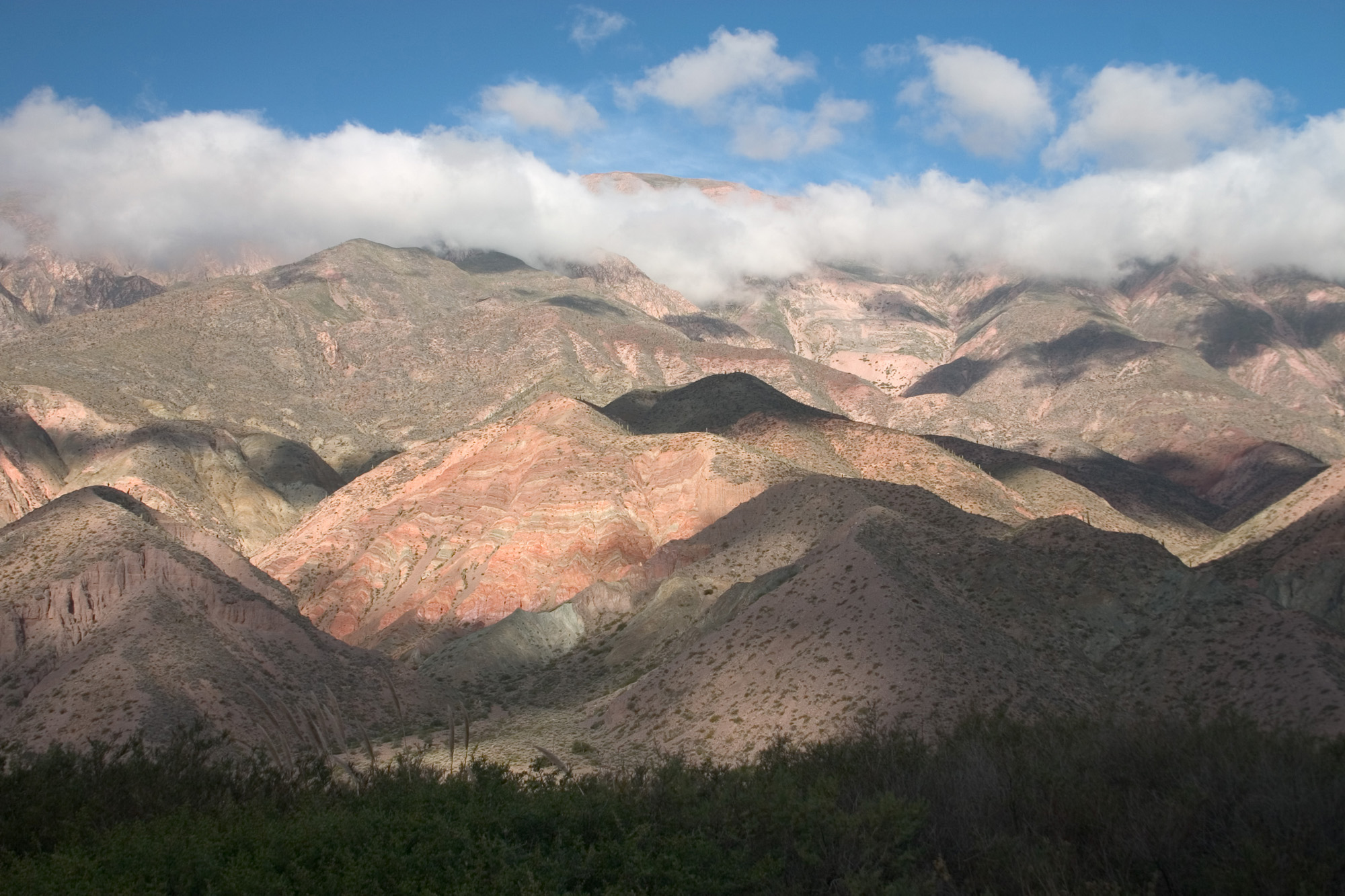
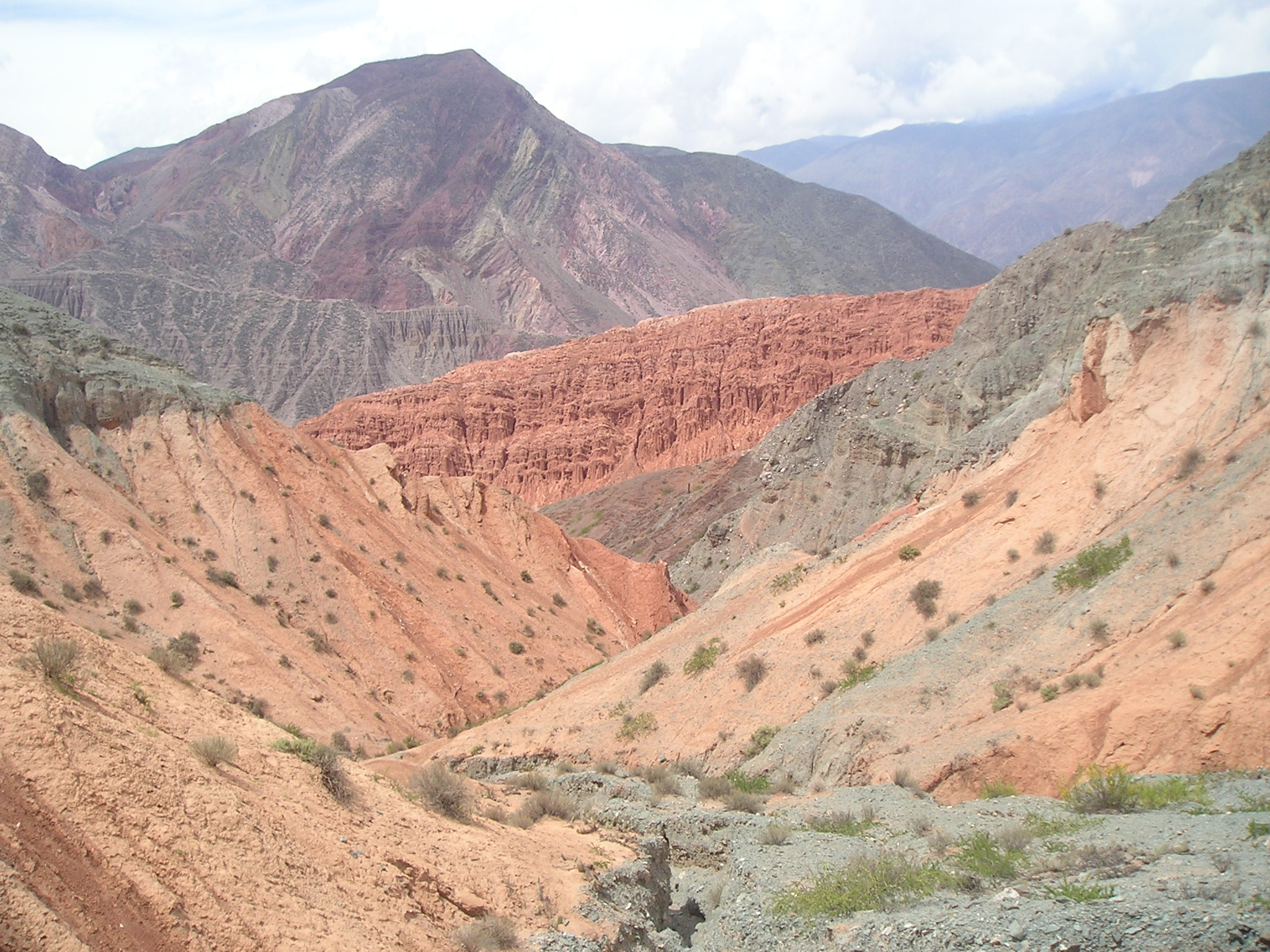
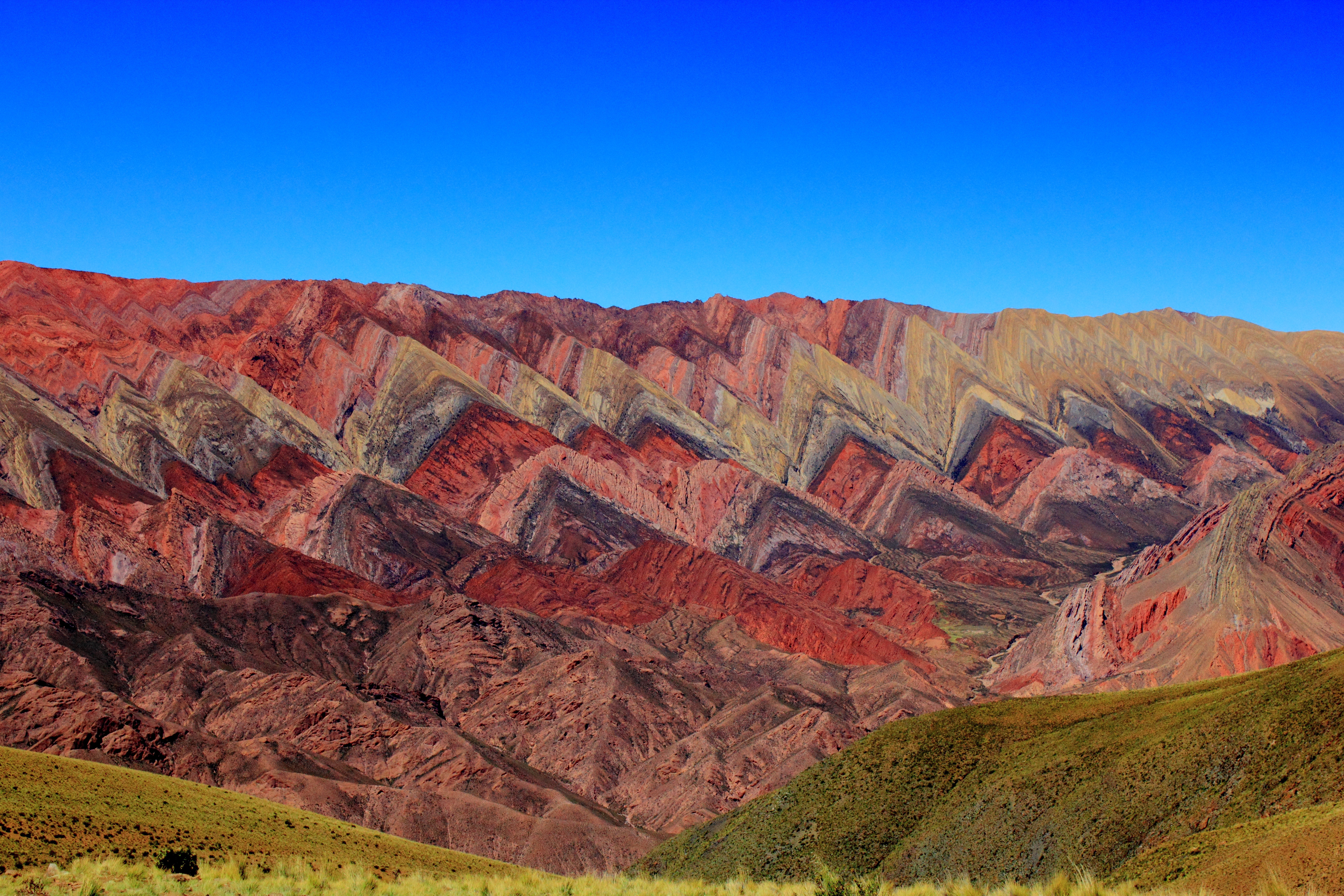